# Limonia aquilina
Limonia aquilina är en tvåvingeart som beskrevs av Jaroslav Stary 1984. Limonia aquilina ingår i släktet Limonia och familjen småharkrankar. Inga underarter finns listade i Catalogue of Life.